# Hersir
Un hersir era un comandante militar de un hundred de comprometida alianza con un hold, jarl, caudillo o rey. También aspiraban a ser terratenientes y, como la clase media en muchas sociedades feudales, apoyaban a la monarquía en su centralización de poder. Originalmente, eran los responsables de organizar el leidang (milicia) y encabezar el mando cuando se les requería. Era un rango de carácter hereditario. El hersir a menudo equipaba un casco cónico y una especie de cota de malla, espada y generalmente un escudo de madera. Eran conocidos por sus habilidades con las armas, especialmente el hacha de guerra a una o dos manos. Era un guerrero vikingo habituado a la lucha cuerpo a cuerpo, normalmente formaba parte de un muro defensivo de escudos conocido como «skjaldborg» y la ofensiva «fylking», con los escudos colocados en cuña formando una estructura en zigzag. Las formaciones hersir eran excelentes para choques con tropas de infantería, pero absolutamente estériles frente a una carga de caballería.
En la saga de Harald Hårfagre, Snorri Sturluson menciona que cuatro o cinco hersir estaban al servicio de un jarl. Cada uno de ellos recibía una compensación de 20 marcos por su servicio y su vínculo con la corona le obligaba a proveer al rey con 20 hombres cada uno cuando se les requería.
A finales del siglo X, la independencia de los hersir desaparece para convertirse en un sirviente regional de la corona noruega.
Un hersir sueco, Jarlabanke Ingefastsson, se dio a conocer con las piedras rúnicas de Jarlabanke, que erigió junto con sus familiares.

## Mitología
Hersir también es el nombre de un personaje en Rígsþula cuya hija Erna casó con Jarl, hijo del dios Ríg. Precisamente, la posición de un hersir se especifica en la Rígsþula, una leyenda escandinava que describe al dios Ríg yaciendo con tres parejas para procrear y traer al mundo a las tres clases sociales: thralls, karls y jarls. El poema describe cómo debe ser la imagen, el comportamiento y el tipo del trabajo que se espera de cada uno:
Fueron mensajeros por húmedos caminos,
llegaron a una casa donde vivía Hersir;
tenía una hija de dedos esbeltos,
blanca y sabia, se llamaba Erna.
Pidieron su mano, la llevaron a casa,
casóse con Jarl, tomó velo de novia;
juntos vivieron y se amaron,
tuvieron familia, la vejez disfrutaron.
Bur era el primero, el segundo Barn,
Jód y Adal, Arfi, Mög,
Nido y Nidung - a jugar aprendieron –
San y Svein - a nadar, los escaques –
Kund se llama otro, Kon era el más joven.
Allí crecieron los hijos de Jarl,
domaban caballos, escudos combaban,
preparaban flechas, blandían las lanzas.
Y el joven Kon conocía las runas,
las runas eternas, las runas de vida;
además sabía proteger a los hombres,
hacer roma la espada y calmar los mares.